# 釈迦族

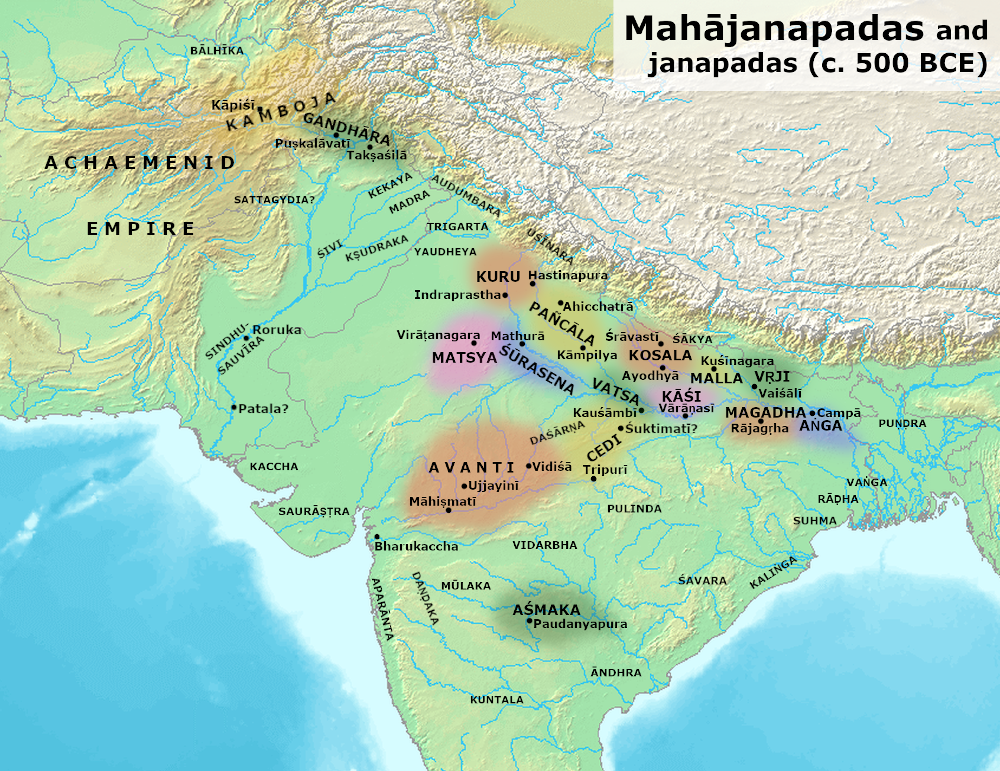
紀元前500年の十六大国の領域

釈迦族（しゃかぞく、Śākyaシャーキヤ）とは、古代北インドの一部族・小国である。釋迦族やシャーキヤ族とも。仏教の開祖ガウタマ・シッダールタが属していたことで有名である。
インドではサンスクリット語で शाक्य (Śākya, シャーキヤ) 、パーリ語で sākiya（サーキヤ）と言い、「有能」という単語に由来する。
前6〜前5世紀ころ、インドの地には大小さまざまな国がひしめいていた。シャーキヤはカピラヴァストゥに都を置き、ヒマラヤ山麓にあった。（場所は現在のインドとネパールの国境地帯にあたる）。そして西隣のコーサラ国の支配下にあった。
シャーキヤ族は、政治形態としてはサンガを採用していた。つまり専制的な王を持たず、部族民の代表たちが集会堂に集まって政策を決定していたという。

## 系統
伝説では、アーリヤ人のクシャトリヤ王統に属すると言われる。
一説には、日種 (梵: sūryavaṃśa, 巴: ādiccagotta) に属し、甘庶王（かんしょおう、オッカーカ）系といわれる。
『漢書』張騫伝の「塞王」について、顔師古による注は「即ち仏経に釈種と謂う所の者。塞・釈は声（発音）近く、もと一姓なるのみ。」とあり、塞（そく）と呼ばれる種族（サカ）と釈迦族がもとは同じ民族であったとしている。サンスクリット文法上は śākya（シャーキヤ）を śaka （シャカ（＝サカの梵語形））の派生語とするのは自然であるが、サカ族がインドに到達したのは紀元前2世紀で、仏陀の時代よりはるかに後であるという問題がある。
歴史家の中には、チベット・ビルマ系だと見なす人もいる。今日ではアジア系が有力とされつつある。

## 系譜
釈迦族の家系は、経典によって内容に差異があるが、国訳大蔵経『仏本行集経』によると、釈迦族の始まりは、この地に稲田を開いた大地主と記述されている。

「この賢劫の初め、地、建立しおわりて、一最尊、豪勝富貴の大首領人転輪王種あり。

名衆を集置して、すでに安置しおわる。

時に、諸々の大衆、地主にもうしていわく。

『我が大地主よ、まさに我らの為に、悪人を治罰し、良善を賞すべし。仁者、まさに稲田を分かって、我に与うべし。

我、おのおのこれに、種（う）え、種え終わりて、まさにおのおの割分して、仁者に奉輸すべし』と。

時に、彼の地主、大衆の請いを受け、すなわち為に法の如く、平によって検校し、悪しき者は治罰し、善き者は之を賞せり。

人、稲田を得て、おのおの守護を加え佃熟しおわりて後、分に随ってこれを受けぬ」

「時に、彼の大衆、是の如く集会、和合し、共に彼の仁者を推扶し、持して地主と為せり。

大衆の商量によりて挙げられしを以ての故に、彼を号して大衆平章（たいしゅうひょうしょう）と為しぬ。

また、彼の地主、諸々の大衆の為に、法の如く治化し、衆をして歓喜し、同心に愛楽し、共に和合するを得て、各々処分せしめたり。

ゆえに名けて王と為しぬ。

また、また、一切の稲田を守護し、熟すれば、衆人稲田の分を取るが故に、刹利王（せつりおう）と名づけぬ。

刹利王をば、名づけて田主（でんしゅ）となす。

汝ら、まさに知るべし。

この因縁をもって、劫の最初の時、大衆立つる所の王種は是なるを。」
—仏本行集経 - 賢劫王種品・第三
『仏本行集経』賢劫王種品・第三での釈迦族の系譜の記述は次のとおり。

(1）大衆平章（刹利王、田主）、(2）真実、(3）意喜、(4）智者(受戒）、(5）頂生、(6）大海、(7）具足、(8）養育、(9）福車、(10）解脱、(11）善解脱、(12）逍遙、(13）大逍遙、(14）照曜(照耀）、(15）大照曜〈大照耀〉、(16）意喜〈意善〉、(17）善喜、(18）滿足、(19）養育、(20）福車、(21）人首領、(22）火質、(23）光炎、(24）善譬冠、(25）空冠、(26）善見、(27）大善見、(28）須勒、(29）大須勒[褒多那城]、一百一世代後、(30）師子乗[波羅㮈城〈阿踰闍城〉]、六十一世代後、(31）女乗[阿踰闍城]、五十六世代後、(32）厳熾生[迦毘梨耶城]、一千世代後、(33）梵徳[阿私帝那富羅城]、二十五世代後、(34）象将[徳叉尸羅城]、二十五世代後、(35）護[奢耶那城]、一千二百世代後、(36）能降伏[迦那鳩闍城]、九十世代後、(37）勝将[瞻波城]、二千五百世代後、(38）龍天[王舍城]、二十五世代後、(39）作闍[拘尸那竭城]、二十五世代後、(40）大自在天[菴婆羅劫波城]、二十五世代後、(41）大自在天[檀多富羅城]、二十五世代後、(42）善意[多摩婆頗梨多城]、二十五世代後、(43）無憂鬘[寐洟羅城]、八万千世代後、(44）毗紐天[毗褒多那城]、一百一世代後、(45）大自在天[寐洟羅城]、八万四千世代後、(46）魚王、(47）真生、(48）平等行、(49）闇火、(50）焔熾、(51）善譬、(52）虚空、(53）戒行、(54）無憂、(55）離憂、(56）除憂、(57）勝将、(58）大将、(59）胎生、(60）明星、(61）方主、(62）塵、(63）善意、(64）善住、(65）歓喜、(66）大力、(67）大光、(68）大名称、(69）十車、(70）二十車、(71）妙車、(72）歩車、(73）十弓、(74）百弓、(75）二十弓、(76）妙色弓、(77）罪弓、(78）海将、(79）難勝(80）茅草[褒多那城]、(81）大茅草、(82）苷蔗、(83）別成(尼拘羅）[迦毘羅城]、(84）拘盧、(85）瞿拘盧、(86）師子頬、(87）浄飯(閲頭檀）、(88）成利(釈迦）
釈迦の祖父師子頬王（ししきょうおう、Sīṃhahanu）には、次の四男一女がいたとされる。

浄飯王（じょうぼんのう、音訳：閲頭檀王;えつづだんおう, Śuddhodana）・白飯（はくぼん、音訳：輸拘盧檀那;しゅくるだんな,Śuklodana）・斛飯（こくぼん、音訳：途盧檀那;づだんな,Droṇodana）・甘露飯（かんろぼん、音訳：阿弥都檀那;あみつだんな,Amṛtārasa）・甘露味（かんろみ、Amṛtā）。
『起生経』では次のとおり。

甘庶種王（不善長） - 足瞿 - 天城 - 牛城 - 広車 - 別車 - 堅車 - 住車 - 十車 - 百車 - 九（十）車 - 雑（色）車 - 智車 - 広弓 - 多弓 - 兼弓 - 住弓 - 十弓 - 百弓 - 九（十）弓 - 雑（色）弓 - 智弓 - 獅子頬 - 浄飯

なお浄飯（シュッドーダナ）を父としてゴウタマ・シッダールタは生まれた、とされる。

## 逸話
『律蔵』の「小品」には、釈迦族の青年たちの出家について述べている箇所があり、パッディヤ、アヌルッダがそろって出家したときの逸話なども書かれている。
釈迦族は自尊心が非常に強い民族だった、といわれる。釈迦が成道後、カピラ城に帰った際にクシャトリアである諸王子を差し置いてシュードラ出身の優波離が先ず弟子となった後に、諸王子が仏教の教団の伝統に基づき、阿難など諸王子達が優波離に礼拝して末席に連なったことから、釈迦仏が「よくぞシャカ族の高慢な心を打ち破った」と讃嘆したという。
釈迦族がコーサラ国の毘瑠璃王によって滅ぼされたのも、もとを正せば、この自尊心の強さによる高慢心が原因だったといわれる。
コーサラ国のヴィドゥーダバ王子は、コーサラ国のプラセーナジット王と釈迦族の女性との間に生まれた子であった。ヴィドゥーダバ王子は、ある時シャーキャ国の都カピラヴァストゥを旅していたが、その時釈迦族のなかに心ない陰口を言う者がいたという。「ヴィドゥーダバ王子の母親というのは、釈迦族指導者マハーナーマンが召使に生ませた娘だ」などと釈迦族の者が馬鹿にするように話すのがヴィドゥーダバ王子に聞こえ、それをきっかけにしてヴィドゥーダバは母親・父親・釈迦族を憎み、いつか釈迦族に復讐してやると心に決めた、という。やがてヴィドゥーダバは父であるコーサラ王プラセーナジットから王位を奪い、プラセーナジットは失意のうちに死去。王になったヴィドゥーダバは大軍を率いてカピラヴァストゥに攻め込み、釈迦族を老若男女関わらず皆殺しにしたという。

## 釈迦族のその後
釈迦族は釈迦の晩年の時期、隣国コーサラ国の毘瑠璃王（びるりおう、ヴィドゥーダバ、 ヴィル ーダカ）の大軍に攻められ皆殺しにされたと仏教文献に伝わるが、異説も有り、完全に根絶やしにされたのではなく、四人の王族が生き残りヒンドゥー教に改宗して釈迦族は存続したという伝承も存在する。
シャカ族で生き残った4人の男子は、それぞれ他の国へ行って、みなその国の王になったと伝える説もある（cf. 上軍伝説）。
インドのウッタル・プラデーシュ州南部には釈迦族を自称する一族が現在も住んでいる。
ネパールのパタンにネワール族のサキヤ・カーストという職人たちが存在している。このサキヤ・カーストは、コーサラ国によって滅ぼされたサーキャ族の末裔だと信じられている。パタンではネパールの他の街にくらべて仏教徒の割合が高い、という。そしてこのサキヤ・カーストは仏像や彫刻を彫ることで、古代仏教の伝統を今に伝えている、という。